# Lav (organisation)
 For alternative betydninger, se Lav. (Se også artikler, som begynder med Lav)
Et lav (tidligere stavet laug) var en organisation af byerhvervene, som blev indført i Middelalderen. Det tyske ord Zunft, i flertal Zünfte, har også været brugt (jf. fremmedordet synftig om en lidt friskfyragtig person).
På landet dannede bønderne også lav eller gilder i middelalderen; mange af skråerne er bevaret.
Lavet var en forening af ligeberettigede, selvstændige næringsdrivende inden for et bestemt erhverv. Man kan sammenligne det med nutidens branche- eller arbejdsgiverorganisationer eller anden form for sikkerhedsnet eller fællesskab for forskellige erhverv.
Omvendt var enhver, som ville slå sig ned i en by, forpligtet til at lade sig optage i fagets lav og til at søge om borgerskab inden for sit erhverv. Bevillingen (næringsbrevet) fik man kun, hvis man var udlært i faget, og hvis der var behov for flere mestre.
Lavet havde ret og pligt til at sikre, at antallet af mestre ikke oversteg, hvad der var brug for i byen. Derfor havde de også kontrol og pligt til at udlære nye svende, og det førte i praksis til, at bestemte erhverv gik i arv i de familier, som havde borgerskab som håndværkere eller handlende i byen.
Det var lavenes ansvar at sikre en høj kvalitet på de produkter, der blev fremstillet eller forhandlet af lavets medlemmer. Det gav lavet en betydelig magt i byen. Det var også lavenes ansvar at overvåge prisen på de varer som medlemmerne producerede. Alle disse vilkår og betingelser var beskrevet i lavenes vedtægter, såkaldte skråer, som var indstiftet først af købstædernes råd og senere af kongemagten.
Udviklingen inden for erhvervene blev meget langsom, og lavsordningen var en af årsagerne til, at samfundene var så stillestående, som de var i middelalderen.
Da borgerskabet fik mere magt, blev ophævelse af lavstvangen et af de vigtigste politiske mål for den liberalistiske bevægelse. Resultatet blev, at staterne ophævede lavstvangen og indførte fri næring inden for langt de fleste fag. Enkelte, meget afgørende områder som apotekervæsnet, lægestanden og landmålererhvervet bevarede helt op til vor tid et krav om autorisation eller kgl. bevilling, før man måtte udøve erhvervet.

## Ekstern Henvisning
http://www.baskholm.dk/haandbog/haandbog.html Arkiveret 16. september 2008 hos  Wayback Machine